# AYUSH省
AYUSH省 (英語:Ministry of Ayush)は、インドの行政機関の一つ。インドにおける伝統医学と代替医療の教育、研究、普及の発展を管轄している。

## 歴史
「AYUSH」は、省の管轄する伝統医学・代替医学である、アーユルヴェーダ（Ayurveda）・ヨーガ（Yoga）・ユナニ医学（Unani）・シッダ医学（Siddha）・ホメオパシー（Homeopathy）の頭字語である。インド首相のナレンドラ・モディはヒンドゥー・ナショナリズム的政策の一環として、アーユルヴェーダの復権を訴えており、2014年11月9日には以前より存在したインド伝統医学に関する政府部門を省庁に昇格させることを決定した。AYUSH省に割り当てられた予算は、2017年-2018年時点で1428.7クロール（千万）ルピーとなり、2013年-2014年のものから倍増した。

## 組織

### 専門家委員会
- 中央ホメオパシー委員会(CCH)
- インド医学中央委員会

### 研究機関
- アーユルヴェーダとシッダ研究中央評議会(CCRAS)
- ウナニ医学研究中央評議会 (CCRUM)
- ホメオパシー研究中央評議会 (CCRH)
- ヨガと自然療法の研究のための中央評議会 (CCRYN)

## 歴代の大臣一覧
| 代 | 氏名          | 氏名         | 氏名                   | 在任期間        | 在任期間      | 在任期間      | 政党           | 内閣            | 首相 | 首相               |
| 代 | 氏名          | 氏名         | 氏名                   | 就任日          | 退任日        | 在職日数      | 政党           | 内閣            | 首相 | 首相               |
| -- | ------------- | ------------ | ---------------------- | --------------- | ------------- | ------------- | -------------- | --------------- | ---- | ------------------ |
| 1  |               |              | シュリパッド・ナイク   | 2014年11月9日   | 2019年5月30日 | 6年, 240日    | インド人民党   | 第1次モディ内閣 |      | ナレンドラ・モディ |
| 1  | 2019年5月31日 | 2021年7月7日 | シュリパッド・ナイク   | 第2次モディ内閣 |               | 6年, 240日    | インド人民党   |                 |      | ナレンドラ・モディ |
| 2  |               |              | サルバナンダ・ソノワル | 第2次モディ内閣 | 2021年7月7日  | 2024年6月10日 | インド人民党   | 2年, 339日      |      | ナレンドラ・モディ |
| 3  |               |              | プラタプラオ・ジャダブ | 2024年6月10日   | （在任中）    | 275日         | シヴ・セーナー | 第3次モディ内閣 |      | ナレンドラ・モディ |

## 歴代の閣外大臣一覧
| 代 | 氏名 | 氏名 | 氏名                     | 在任期間     | 在任期間     | 在任期間   | 政党         | 内閣            | 首相 | 首相               |
| 代 | 氏名 | 氏名 | 氏名                     | 就任日       | 退任日       | 在職日数   | 政党         | 内閣            | 首相 | 首相               |
| -- | ---- | ---- | ------------------------ | ------------ | ------------ | ---------- | ------------ | --------------- | ---- | ------------------ |
| 1  |      |      | マヘンドラ・ムンジャパラ | 2021年7月7日 | 2024年6月9日 | 2年, 338日 | インド人民党 | 第2次モディ内閣 |      | ナレンドラ・モディ |